# Лев (пьеса)
«Лев» — сатировская драма древнегреческого драматурга Эсхила (первая половина V века до н. э.), посвящённая мифам о Геракле. Её текст практически полностью утрачен.
Предположительно речь в пьесе идёт о победе Геракла над немейским или киферонским львом. Более точной информации в сохранившихся источниках нет, а от самой сатировской драмы остался только один стих с метафорическим указанием на льва: «Змий этих мест, гроза для мирных путников».
В общей сложности Эсхил написал не меньше четырёх пьес о Геракле, но тетралогия из них не выстраивается: кроме «Льва», это ещё одна сатировская драма «Вестники», а также трагедии «Гераклиды» и «Алкмена».